# A Funeral Procession of K
Funeral Procession of K (Kの葬列, K no souretsu, Înmormântarea lui K) este o serie manga scrisă de Maki Kusumoto, autor și ilustrator al "Die Todliche Dolis" și "Hikarabita Taiji".

## Sumar
Mikaya, mutându-se într-un bloc de apartamente, investighează moartea misterioasă a unui bărbat numit "K", care trăise în camera în care avea să se mute. În ziua în care se mută, în cartier are loc o înmormântare în onoarea lui K, însă fără nici un trup în coșciug. În ciuda lipsei unui cadavru, toți locatarii erau siguri de moartea lui K. Pe masură ce povestea se complică, Mikaya se afundă mai adânc în mister, ajungând să aibă vise tulburătoare despre K. Călătoria lui Mikaya continuă în volumul doi al seriei, unde se dezvăluie adevărata lui conexiune cu K și povestea lui.

## Personaje principale

### K
K este talentatul scriitor din camera 301 pe care toți îl descriu ca arătând bine. Oamenii spun ca arăta tânăr dar părea bătrân.